# Jörg Müller (autocoureur)

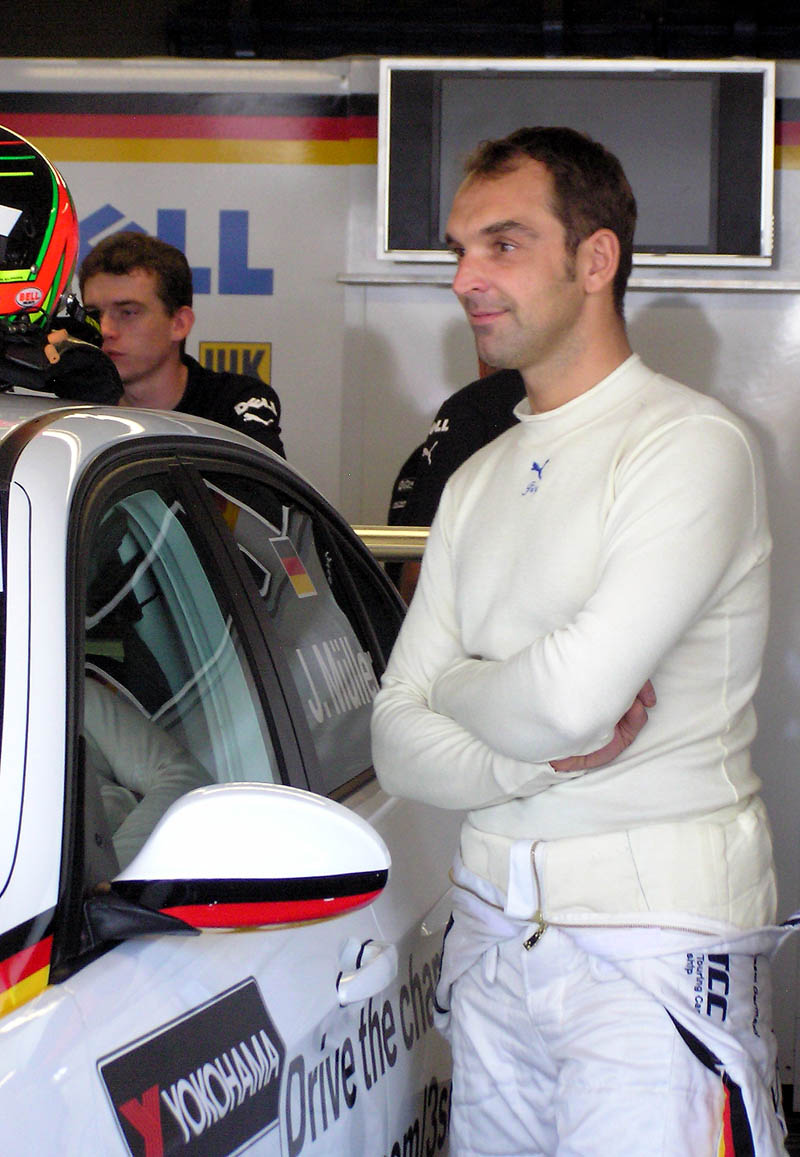
Jörg Müller

Jörg Müller (Kerkrade, 3 september 1969) is een Duits autocoureur.
Müller won in 1989 de titels in de Duits Formule Opel Lotus en in de Europese Formule Ford 1600 cc. Vier jaar later, in 1993, won hij de presitigieuze Grand Prix van Macau. In 1994 won hij vervolgens het Duits Formule 3-kampioenschap. Hij won in 1995 een Supertouring autorace voor BMW en in 1996 ook de 24 uur van Spa-Francorchamps. In 1996 werd hij ook kampioen in de Formule 3000.
Tussen 1997 en 1998 was hij testrijder voor Arrows en Sauber. Tussen 1999 en 2001 was hij testrijder voor Williams-BMW. Hij slaagde er echter niet in om een Formule 1-race te rijden. Hij reed in die periode ook nog in de sportauto's voor Nissan. Müller won voor Porsche de 24 uur van Daytona en leidde de 24 uur van Le Mans gedurende 18 uur.
In 2000 en 2001 reed hij ook voor BMW en Schnitzer Motorsport in de American Le Mans Series. Hierna stapte hij over naar het European Touring Car Championship, nu het WTCC waarin hij ook uitkwam voor BMW. In 2004 won hij de 24 uur van de Nürburgring. In 2006 werd hij tweede in het WTCC. In 2007 blijft hij bij het fabrieksteam van BMW racen. Hij haalde twee overwinningen en werd zevende in het klassement. In 2008 kwam Müller opnieuw uit voor BMW Motorsport in het WTCC.
In November 2021 nam hij deel aan een internationale kartwedstrijd op het circuit van Karting Genk: Home of Champions. In de klasse DD2 Master (karts met twee versnellingen) maakte hij deel uit van een grid van 30 rijders. Inzet: een deelname ticket te bemachtigen voor de Rotax Max Challenge Grand Finals die in Bahrain zouden plaatsvinden.